# Engagementsverklaring (onderwijs)
Met een engagementsverklaring wil het Vlaams Ministerie van Onderwijs en Vorming de ouders op hun verantwoordelijkheid wijzen als zij hun kinderen inschrijven in het Vlaamse onderwijs. De engagementsverklaring wordt gevoegd bij het schoolreglement, dat ouders ondertekenen bij de inschrijving van hun kind. Het principe werd door de Vlaamse Regering goedgekeurd op 17 december 2008 en zou in werking treden vanaf schooljaar 2010-2011.
De verklaring omvat voornamelijk:
- ouders brengen respect op voor de onderwijstaal. Om die reden voegde de minister reeds de verplichting in om voor aanvang van het eerste leerjaar minstens één jaar Nederlandstalig kleuteronderwijs te hebben gevolgd.
- ouders beloven hun kind naar school te sturen vanaf de eerste tot en met de laatste dag van het schooljaar
- ouders gaan in op uitnodigingen van de school voor een oudercontact
- ouders werken mee aan individuele leerlingbegeleiding als de school en/of het CLB dit aangewezen achten.

De minister wil daarmee ook het signaal geven dat als de overheid extra (bugettaire) inspanningen levert, met name door het beleid voor Gelijke Onderwijskansen (GOK), en daardoor kansen biedt, dat die ook verplichtingen meebrengen voor diegenen die van die kansen genieten.